# James Jerome Gibson

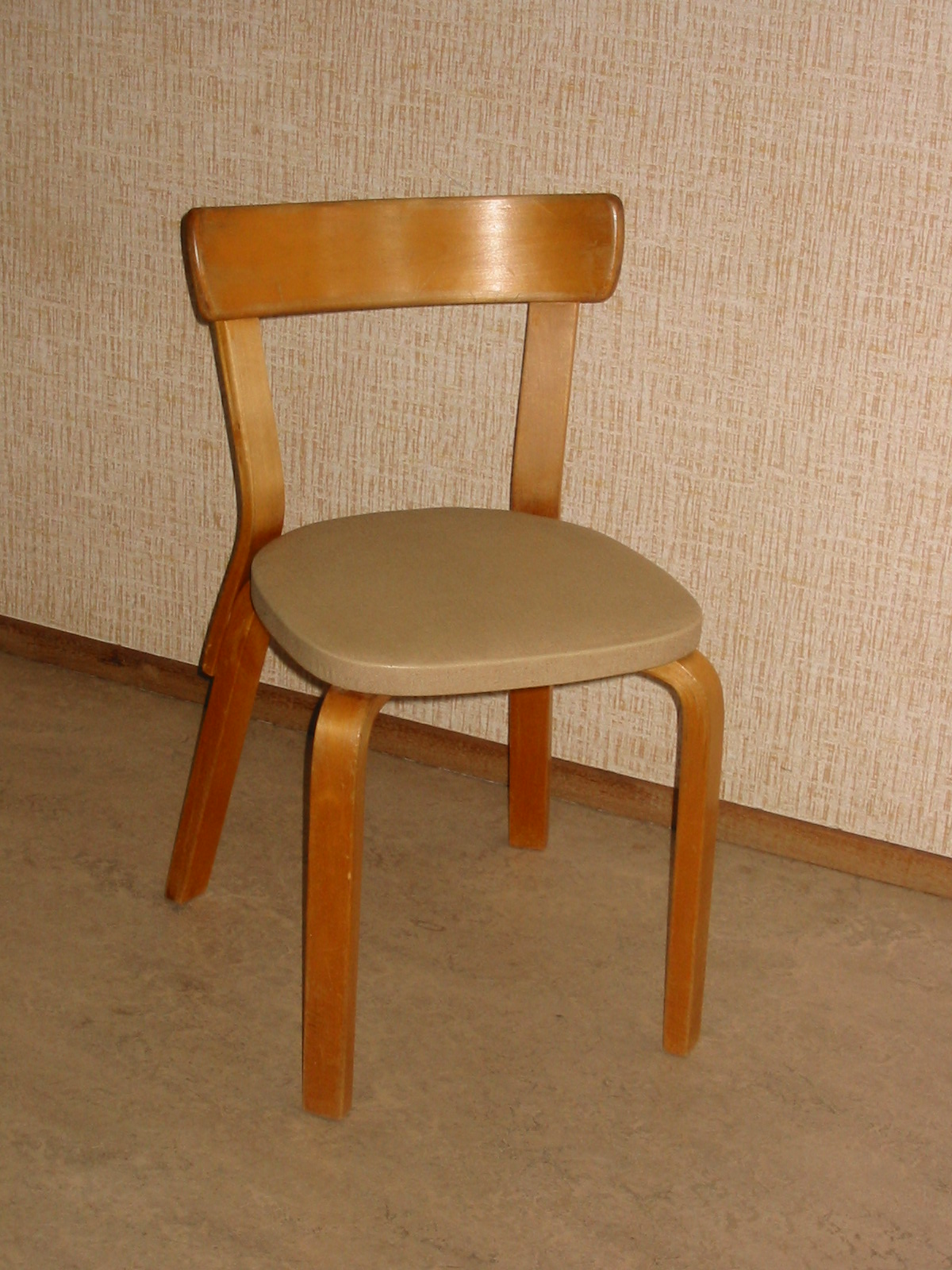
Volgens Gibsons theorie ziet men dit niet als een stoel, maar als voorwerp met actiemogelijkheid 'zitten'

James Jerome Gibson (McConnelsville, 27 januari 1904 - Ithaca, 11 december 1979) was een Amerikaans psycholoog en stichter van de ecologische psychologie.
Gibson heeft gestudeerd aan Princeton, alwaar Edwin Holt zijn leermeester was. Na zijn studie wordt Gibson docent aan het Smith College van 1929 tot 1949. Vanaf 1949 tot zijn dood was hij professor in de psychologie aan de Cornell universiteit. In Cornell heeft hij zijn ecologische psychologie ontwikkeld. Hij was getrouwd met de ontwikkelingspsychologe Elanor Gibson.
Hij zag een wereld met 'primaire kwaliteiten', welke in de waarneming van de mens 'secondaire kwaliteiten' werden, zoals geluid, kleur en geur. Hij bedacht dat de wereld werd gezien naar de mogelijkheden die deze biedt aan de waarnemer. Hierbij bezigde hij de term affordance (actiemogelijkheid). Verder is het idee van het optisch stroomveld van zijn hand.
Belangrijke werken:
- The Perception of the Visual World, Cambridge, Riverside press, 1950
- The Senses Considered as Perceptual Systems, Boston, Houghton Mifflin, 1966
- The Ecological Approach to Visual Perception, Boston, Houghton Mifflin, 1979